# Das Auge des Herrn

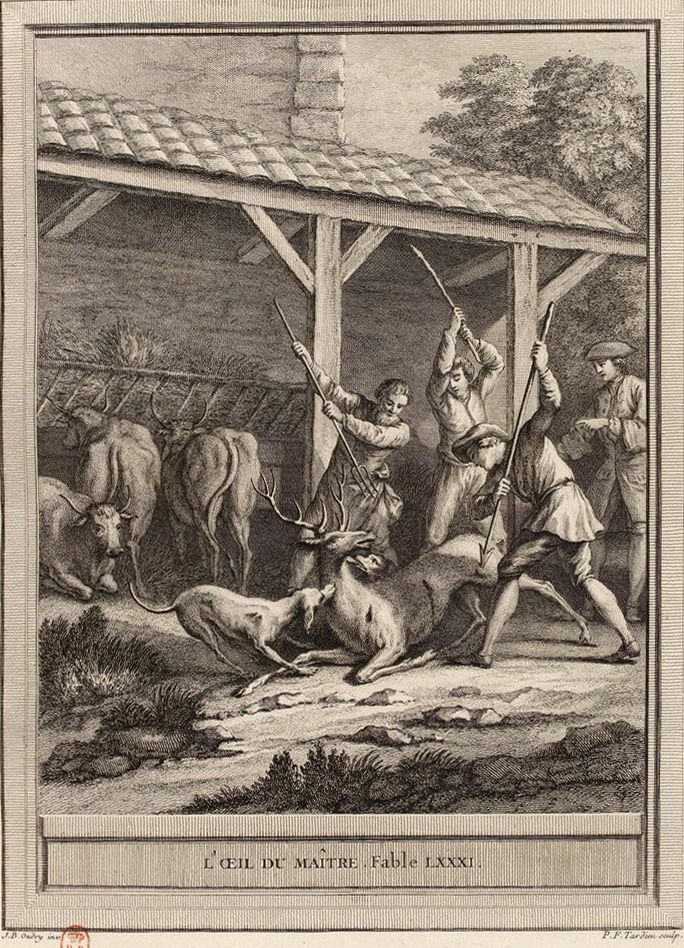
L’œil du maître (Jean-Baptiste Oudry)

Das Auge des Herrn (franz. L’Œil du Maître) ist die 21. Fabel im vierten Buch der Fabelsammlung von Jean de La Fontaine. La Fontaine greift hier auf eine altüberlieferte Geschichte zurück, die er jedoch in seiner meisterhaften Sprache in Reimphrasen schreibt und mit eignen Elementen ergänzt, die in keiner anderen Version erschienen:
Ein Hirsch flüchtet vor den Jägern und sucht daher Unterschlupf in einem Ochsenstall. In einer rührenden, angstvollen Anrede bittet der Hirsch die Ochsen um Hilfe. Die wiederkäuenden und – infolge La Fontaines treffend gewählten übertragenen Bedeutung des Wortes bedächtig – ihr Haupt wiegenden Ochsen, versprechen ihn nicht zu verraten. In den darauffolgenden Versen wird das lebhafte Treiben der Stallknechte beschrieben, welche in den Stall kommen und arbeiten, den Hirsch aber nicht sehen. Der Hirsch wähnt sich schon in Sicherheit und schlägt den guten Rat der Stalltiere aus, sich im Wald zu verstecken, bevor der Herr mit den 100 Augen erscheint. Als der zankende Herr mit seinen kurzen Befehlen auftritt, entdeckt er nicht nur altes Streu und Spinnweben im Stall, sondern auch den Eindringling. Daraufhin wird der Hirsch totgeschlagen und -gestochen.
La Fontaine verbirgt nicht nur den „anderen Kopf“ (den Hirsch unter den Ochsen) im Text, sondern lässt auch den Leser das Auge des Herrn sein, und erkennen, dass es hier verborgenen Reichtum gibt, sowohl für die Totschläger als auch für den Meister, der aus dem eingesalzenen Hirsch viele Mahlzeiten für viele glückliche Nachbarn machen wird. La Fontaine lädt den Leser zu diesem Fest ein, so wie sein Erzähler diejenigen bedauert, die nicht über den bereits vorhandenen Reichtum verfügen. Das Fest des Hirsches war La Fontaines eigene Erfindung, es erschien nicht in seiner Quelle, ebenso der unvermutet auftauchende Schlussgedanke „Es ist, wie man sieht, nur das Auge des Meisters. Ich würde immer noch das Auge des Liebhabers darauf richten.“

## Hintergrund und Moral
Die Fabel stammt ursprünglich wohl aus dem Überlieferungskreis der Äsopika. Das Thema wurde fast unverändert auch von Phädrus übernommen. Die Erzählung fand danach im Spätmittelalter bis in die Frühneuzeit eine breite Überlieferung in ganz Europa und führte zu dem Sprichwort Das Auge des Herrn macht das Pferd feist in verschiedenen Sprachen. Die Fabel veranschaulichte vornehmlich christliche Werte und Inhalte. In der abweichenden Fassung John Bromyards tritt eine Affinität zur antiken Mythologie auf (Jäger als Polyphem und Argus als der alles sehende Meister).
Der sprichwörtliche Ausdruck bedeutet, dass jeder die Aufsicht für das Seinige hat, dass die Menschen wesentlich achtsamer mit ihrem Eigentum umgehen als mit dem ihnen anvertrauten Gut. Zusätzlich erscheinen noch andere Moralitäten, die sich aus der Handlung ableiten lassen: dass es nützlich sei, beizeiten zu fliehen, um einer Gefahr zu entkommen, dass man nie wisse bei wem man sicher ist, dass guter Rat teuer ist, oder man könne des Menschen Auge trügen, das Auge Gottes jedoch nicht. Auch Martin Luther band dieses Sprichwort in seinem Reim Guter Rat zum Haushalten ein.